# Ildefonso Vivanco
Ildefonso Vivanco (f. 1866) fue un escritor y agrimensor español, emigrado a Cuba.

## Biografía
Nació en la península ibérica, al parecer era natural de Cádiz. Escritor, poeta y agrimensor, en 1838 escribió una memoria para un certamen de la Sociedad Económica de Cuba y obtuvo mención honorífica. En 1840 fundó junto con Bachiller y Morales el periódico Repertorio Semanal de Artes y en 1841 fue nombrado socio corresponsal de la citada Sociedad Económica. Por esas fechas se ocupó de establecer salinas artificiales. Se involucró en política y fue desterrado a México. Volvió a Cuba y falleció en 1866 en la isla de Pinos.